# Stradario di Livorno (D-K)
In questo stradario di Livorno sono compresi i nomi di strade, piazze e luoghi del territorio comunale di Livorno e la loro storia, sia di quelli attuali che di quelli non più esistenti.

## D

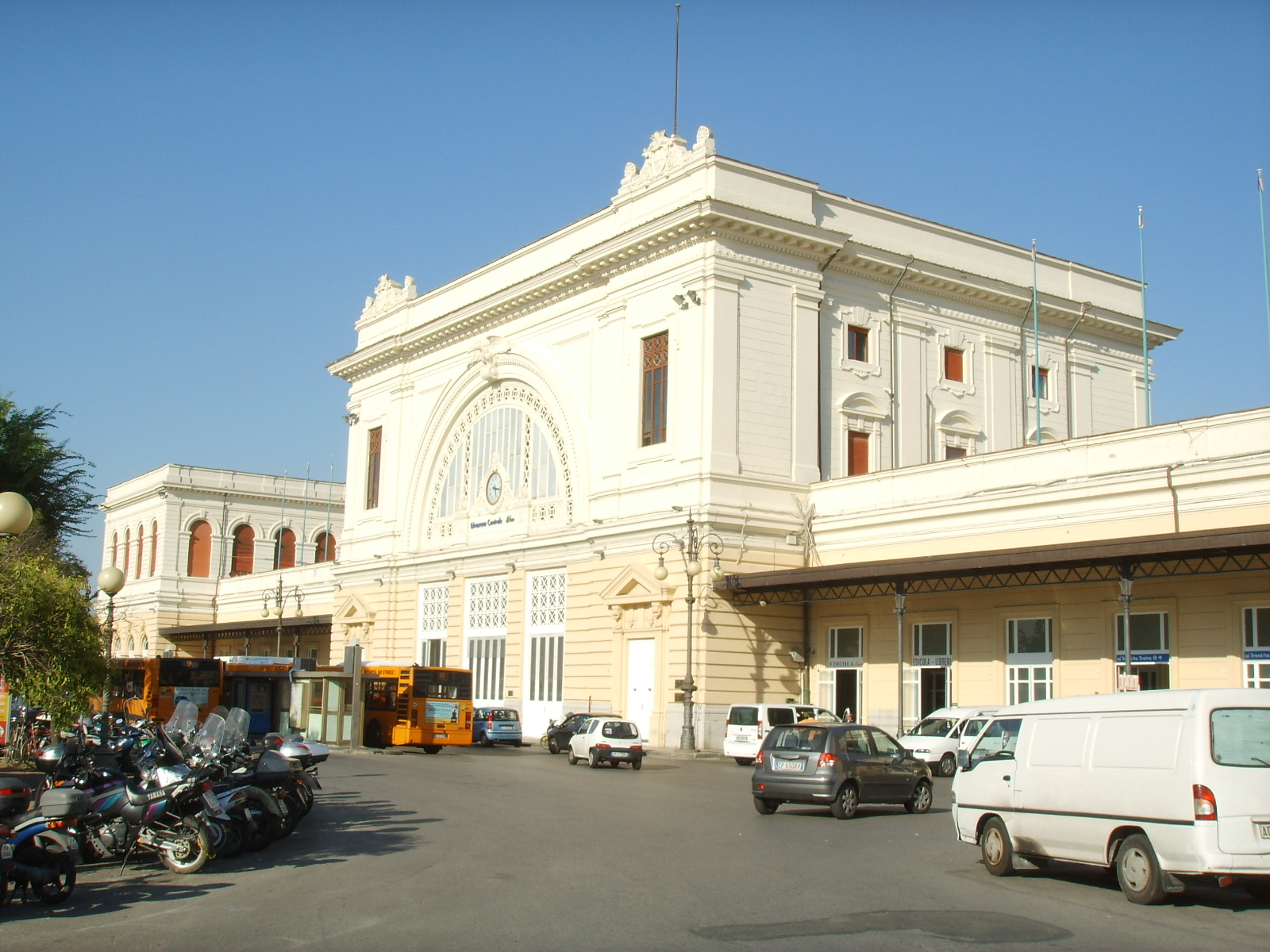
Piazza Dante con la Stazione di Livorno Centrale

Via Salvo D'Acquistoha questo nome dal 1952.
Via Nello Danesipioniere dello sport (1896 - 1949). La strada ha questo nome dal 1970.
Via Danimarca
Piazza Danteebbe questo nome il 5 maggio 1911. In piazza Dante si trova la Stazione ferroviaria Centrale costruita nel 1910, in precedenza al posto della piazza vi era un campo militare detto Campo di Osservazione.
Scali della Darsenahanno questo nome da prima del 1784 ma si chiamarono anche scali del Buon Viaggio, con riferimento alla vicina "Madonnina del buon viaggio". La darsena in origine era costituita dalla piccola cala naturale di forma quadrangolare che i Genovesi chiamarono Pamiglione; per molti secoli costituì il porto di Livorno, poi nel 1591 fu ampliata.
Via Guido d'Arezzofu realizzata nel 1958 e così chiamata nel 1960.
Via Antonio da Sangallola strada nacque nel 1966 con la costruzione del nuovo edificio della Banca d'Italia. Ebbe questo nome il 5 febbraio 1966 con riferimento all'architetto autore della Fortezza Vecchia.
Via Giovanni da Verrazzanoha questo nome dal 1966.
Via Leonardo da Vinciebbe questo nome il 26 febbraio 1936.
Scali Massimo d'Azegliocostruiti nel 1858, dopo la demolizione del Bastione del Mulino a vento e la rettifica del tracciato del Fosso Reale, si chiamarono inizialmente scali di Porta Murata, perché iniziavano di fronte al Forte di Porta Murata. Ebbero il nome attuale il 9 gennaio 1872. Qui si trova il grande Palazzo Maurogordato.
Via Edmondo De Amicisebbe questo nome nel 1958.
Via Alcide De Gasperiebbe questo nome il 4 dicembre 1967, anno in cui fu realizzata.
Via de Larderelfu realizzata nel 1826 col nome di stradone dei Condotti nuovi e in seguito di via dei Condotti nuovi. Nel 1857 ebbe il nome attuale con riferimento alla famiglia dell'industriale Francesco de Larderel (Vienne, 1789 - Livorno, 1858). La parte più ampia della strada, verso Piazza della Repubblica, si chiamò piazzetta dei Condotti nuovi e dal 1928 piazza Oberdan perché qui fu posto il monumento a Guglielmo Oberdan. Qui si trova anche il grande Palazzo de Larderel.
Via Andrea De' Pazzicomandante delle truppe che difesero Livorno dall'assedio dell'imperatore Massimiliano nel 1496. La strada ebbe questo nome nel 1911, in precedenza fece parte di via del Testaio.
Via Francesco De Sanctisebbe questo nome nel 1962.
Via Serafino De Tivolipittore (Livorno, 1826 - Firenze, 1892). Da prima del 1846 si chiamò via Fonda, poi il 19 settembre 1936 ebbe il nome attuale. In origine era collegata direttamente a via Redi (nel tratto che allora si chiamava via dei Vignacci). Lungo la via si trova un istituto scolastico tenuto dalle Mantellate Serve di Maria, con la grande Cappella di Maria Immacolata.
Via Fratelli Del Contepartigiani di Antignano (Mauro nato nel 1919 e Giovanni nato nel 1925) caduti nel 1944. Da prima del 1840 si chiamò via dell'Uliveta ed ebbe il nome attuale nel 1946.
Via Pio Alberto Del Coronascrittore e predicatore (1837 - 1912). In origine fece parte di via delle Spianate e poi di via della Ragnaia. Già dal 1828 era denominata via Torelli e dal 5 settembre 1836 fece parte di corso Reale, con riferimento ad una corsa di cavalli che si svolgeva ogni anno in questa strada per ricordare l'inaugurazione della chiesa del Soccorso. Nel 1871 corso Reale fu rinominato corso Amedeo. Il 3 ottobre 1927 il nome attuale fu assegnato al tratto dal Cisternone alla curva di corso Amedeo (in prossimità di via delle Lavandaie), poi nel 1960 il nome fu esteso fino all'incrocio con via Mentana.
Via Giovanni del Fantasiaarchitetto attivo nella prima metà del XVIII secolo. La strada ha questo nome dal 1953.
Via Cosimo Del Fantefino al 1866 si chiamò via dell'Abbondanza. Prendeva questo nome dall'Ufficio dell'Abbondanza, esistito fino al 1843, che aveva l'incarico di provvedere al vettovagliamento della città. Era gestito da un magistrato detto Abbondanziere. Fino al 1927 la strada si estendeva fino a via del Platano, comprendendo quindi anche l'attuale via Bosi.
Via Della Gherardescastrada realizzata negli anni sessanta, prende nome dalla storica famiglia che ebbe feudi nella provincia di Livorno.
Via Luigi Del Moroarchitetto (1845 - 1897), tra il 1884 e il 1887 terminò la facciata del duomo di Firenze. In origine fu denominata via dei Bagni.
Via Piero della Francesca
Via Odoardo Della Torreavvocato (Livorno, 1894 - Roma, 1944), ucciso alle Fosse Ardeatine.
Via Enrico Delle Sediemusicista (Livorno, 1820 - Parigi, 1907). La strada ebbe questo nome nel 1930, anno in cui fu realizzata.
Via Paolo Emilio Demiscultore (Livorno, 1798 - 1863). Dal 1836 al 1898 si chiamò via della Costanza, con riferimento alla vicina chiesa del Soccorso. Demi realizzò la grande statua a Leopoldo II dapprima posta in Piazza della Repubblica, poi abbattuta durante l'insurrezione del 1848 e poi ricollocata in piazza XX Settembre dopo decenni di abbandono in un cantiere navale. Realizzò anche il gruppo scultoreo "la madre educatrice" dapprima posta nella chiesa del Soccorso, poi trasferita nella casa di riposo "Giovanni Pascoli" (precisamente nell'Asilo Grabau) e attualmente nella Biblioteca Labronica.
Via Dernaebbe questo nome il 5 luglio 1930.
Via Giacomo Di Castelnuovo
Via Tina Di Lorenzoattrice teatrale drammatica (Torino, 1872 - 1930). La strada ha questo nome dal 23 agosto 1930.
Piazza Giuseppe Di Vittorioha questo nome dal 4 dicembre 1967.
Via Armando Diazla strada fu realizzata nel 1858 con la rettifica del tracciato del Fosso Reale e da allora fece parte di via della Tazza (dal 1918 via Piave) fino al 29 dicembre 1928, quando le fu assegnato il nome attuale.
Via Diciannove Luglio 1944è la data di liberazione di Livorno dal dominio nazi-fascista. La strada ebbe questo nome nel 1966.
Via Corrado Dodoligaribaldino che partecipò all'impresa dei Mille e combatté a Viterbo. La strada ebbe questo nome nel 1952, anno in cui fu realizzata.
Vicolo della Doganaha questo nome da prima del 1870 e si riferisce ad un presidio della Guardia di Finanza qui esistente fino al 1843.
Scali della Dogana d'acquain precedenza si chiamò via della Nuova darsena con riferimento alla darsena interna scavata nel 1838. Prende nome dall'edificio della Dogana costruito nel 1840 sul canale dei Navicelli con la funzione di barriera doganale per le merci in entrata e uscita per via d'acqua. Erano presenti anche due darsene, quella esterna interrata nel 1870 e quella interna interrata nel 1950. L'edificio della Dogana d'acqua andò parzialmente distrutto durante un bombardamento aereo nel 1944 e i resti furono demoliti nel dopoguerra; oggi ne rimangono solo le arcate del basamento.
Piazza dei Domenicaniil nome si riferisce alla chiesa dei Domenicani qui costruita nel 1720. Dal 1888 al 1938 si chiamò piazza Giordano Bruno, dal 1938 al 1948 piazza Padre Reginaldo Giuliani (1887 -1936; medaglia d'oro) e dal 1948 tornò a chiamarsi piazza dei Domenicani. In questa piazza si trovava la vecchia Porta San Marco, costruita nel 1703 e demolita nel 1802, che in epoca napoleonica si chiamò Porta Elisa. Il ponte sul fosso fu costruito nel 1701, andò distrutto durante i bombardamenti aerei della seconda guerra mondiale e fu ricostruito nel 1949. Nel 1862 fu costruito un piedistallo sul quale doveva essere eretta una statua raffigurante il personaggio biblico di Rebecca, ma il monumento non fu mai realizzato e rimase solo il piedistallo.
Largo Guido Donegani
Via Guido Doneganiindustriale (1877 - 1947). È la strada privata che porta al pronto soccorso della Misericordia.
Via Piero Donniniingegnere (Siena, 1842 - Livorno, 1897) e sindaco di Livorno. La strada ha questo nome dal 3 ottobre 1927.
Via Alessandro Doverigiureconsulto (1823 - 1892). La strada ebbe questo nome nel 1927, anno in cui fu realizzata.
Via Duca Cosimoha questo nome da prima del 1840, ma in origine il tratto da piazza Ero Gelli e via Vespucci si chiamò via Antica del Littorale, mentre il tratto vicino al castello di Antignano si chiamò via Treggiaia e poi via della Fonte per la presenza di una fonte con un lavatoio pubblico. Fino al 1960 la strada comprendeva anche il tratto dell'attuale via Pendola che arriva fino all'intersezione con via della Salute.
Via Robert Dudley
Piazza II Giugnoè la data di morte di Giuseppe Garibaldi. Fino al 1872 era unita alla vicina via Garibaldi poi fu separata da alcuni edifici e si chiamò piazza San Giuseppe, dal nome della chiesa qui costruita nel 1842. Il 22 luglio 1889 ebbe il nome attuale.
Largo del Duomoda prima del 1785 fino al 1846 si chiamò via Dietro il Duomo perché era una breve strada posta appunto dietro l'abside del Duomo, poi fino al 1930 fece parte di Piazza Grande. Nel 1927 la strada fu allargata per divenire una piazzetta semicircolare che nel 1930 ricevette la denominazione di largo del Littorio. Ebbe il nome attuale il 5 agosto 1943. Il Duomo fu costruito alla fine del XVI secolo, ma gli fu data una forma a croce latina solo nel XVIII secolo. Fu quasi totalmente distrutto durante la seconda guerra mondiale a causa di un bombardamento aereo e ricostruito nel 1951, aggiungendo i due piccoli portici laterali nel 1956. Con la ricostruzione del Duomo anche il largo retrostante fu ampliato alle dimensioni attuali.

## E
Via Costanzo Ebatpartigiano livornese fucilato nel 1944 a Forte Boccea.
Via degli Ebrei Vittime del Nazismola strada fu realizzata nel 1949 e nel 1950 le fu assegnato il nome di via Pilo Albertelli. Il 26 gennaio 1960 fu assegnato al tratto fra via Fabbricotti e viale della Libertà il nome attuale in memoria delle vittime della Shoah, mentre al restante tratto fra viale della Libertà e via Paganucci rimase intitolata ad Albertelli.
Via dell'Ederaebbe questo nome nel 1966.
Via dell'Elbaebbe questo nome il 2 maggio 1911.
Largo Emanuele Filiberto di Savoia-Aosta Secondo Duca d'Aosta comandante della III Armatalargo realizzato nel 1930 e chiamato largo Emanuele Filiberto di Savoia Duca d'Aosta. All'avvento della repubblica nel 1946 fu cambiato nel nome attuale, eliminando il titolo nobiliare.
Via Emiliaebbe questo nome nel 1960.
Via Federico Enriquesebbe questo nome nel 1950.
Via Anna Maria Enriques Agnolettila strada ebbe questo nome nel 1960, anno in cui fu realizzata.
Via Eolo
Via delle Erbe
Via dell'Erbuccia
Via dell'Eremoil nome fa riferimento all'eremo degli agostiniani, costruito prima del 1187 presso la chiesa di San Jacopo.
Via delle Ericheha questo nome dal 1966.
Via degli Etruschi
Via Eugeniaprende nome da Eugenio Sansoni che donò i terreni per realizzare questa strada, dopo il 1846. Nel 1918 le fu cambiato il nome in via Verdun, ma nel 1941 fu ripristinato il vecchio nome.
Piazza Europa

## F

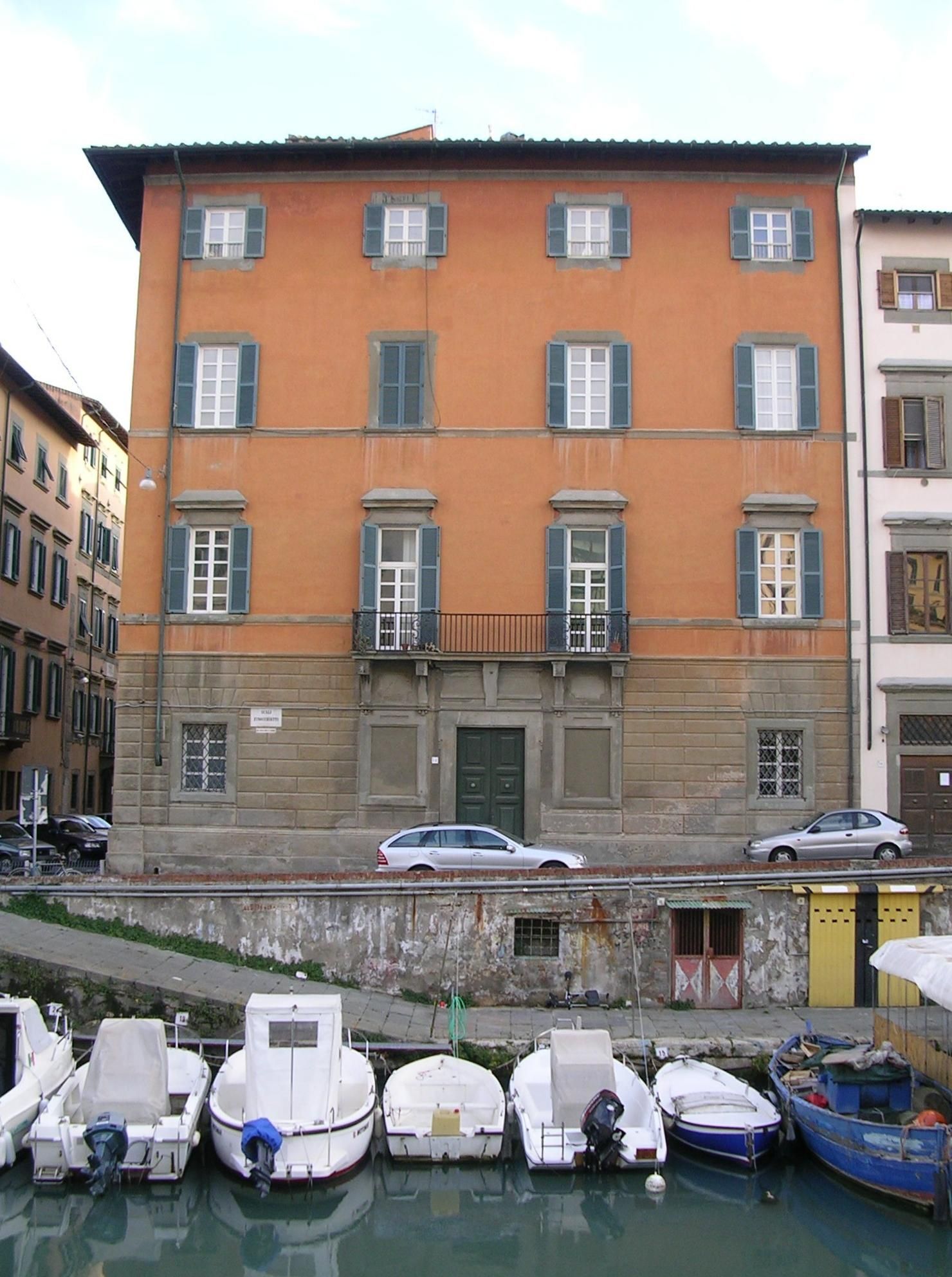
Scali Finocchietti

Via dei Fabbri
Fabbricotti (quartiere)
Viale Fabbricottiebbe questo nome nel 1958, anno in cui fu realizzata. Prende nome dalla vicina Villa Fabbricotti (già Villa Franceschi), sede per molti anni della Biblioteca Labronica e del Museo Fattori. Anche il viale Boccaccio fra il 1927 e il 1950 si chiamò viale Fabbricotti.
Via del Fagianoin origine si chiamò via Valsovano dal nome della villa che qui si trova, con entrata da via Venuti e dove soggiornò Percy Bysshe Shelley tra il 1819 e il 1821. La villa appartenne a Pietro Domenico Valsovano fino al 1792. La strada ebbe il nome attuale verso il 1820.
Via Fagiuolida prima del 1846 si chiamò via dello Spalto San Cosimo, poi le fu assegnato il nome attuale con riferimento alla famiglia il cui più noto rappresentante fu l'industriale e filantropo Benedetto Fagiuoli (1752 - 1814), al quale si deve la costruzione della chiesa di San Benedetto.
Via Edda Fagnida Piazza Luigi Orlando alla Porta a Mare, è stata inaugurata nel febbraio 2010.
Via Falcone e Borsellinoin origine si chiamò via dei Gesuiti, poi ebbe la denominazione di via dei Milanesi e infine ebbe il nome attuale dopo la morte del giudice Borsellino.
Via Domenico Falcucciscrittore e patriota (1835 - 1895). Strada di Quercianella che ebbe questo nome nel 1930.
Fanale di Livorno
Via dei Fanciullifu senza nome (ma comunque popolarmente nota come via Traversa) fino al 1860 quando ebbe il nome attuale che si riferiva alla scuola, ormai scomparsa, alla quale la strada conduceva.
Via Elio Fantini
Piazza Giovanni Fattoripiazza di Quercianella che ha questo nome dal 1946.
Viale Giovanni Fattorioriginariamente anonimo, nel 1913 si chiamò viale Rosolino Orlando (che fu presidente dell'Istituto Case Popolari), nel 1928 si chiamò viale Principe di Piemonte e nel 1946 ebbe il nome attuale. Anche l'attuale viale dei Macchiaioli a Quercianella si chiamò viale Fattori, dal 1927 al 1946.
Via delle Fattorie
Via del Felciaioil nome si riferisce all'omonimo ruscello che qui scorre e che anticamente si chiamò Feliciaio (probabilmente dal latino filix, "felce").
Via Galileo Ferrarisstrada costruita nel 1957 e così nominata nel 1960.
Via Lina Ferretti Mannoccivittima della strage di Bologna.
Via della Ferrovia
Piazza Francesco Ferrucciebbe questo nome il 1º febbraio 1930, in precedenza era senza nome.
Piazza delle Fiamme Gialledal 16 maggio 2010 prende questo nome la parte di piazza della Fortezza Vecchia situata attorno al Palazzo Mediceo, sede della caserma Russo della Guardia di Finanza.
Via della Fiera di Sant'Antoninoebbe questo nome nel 1952 in riferimento alla fiera che si tiene ogni anno in occasione della festa di Sant'Antonio a cui è intitolata la piccola cappella ("Sant'Antonino") costruita prima del 1686. La cappella si trova ancora oggi in via Provinciale pisana, nel rione di Fiorentina, dove si svolge la fiera stessa. Indicazione del 1686: chiesina a cupola, posta in cura di San Martino, luogo detto Sant'Antonino, confina: via Pisana, via che va alle Vigne, via delle Colline (attuali via Provinciale Pisana, via del Vigna e via delle Sorgenti).
Via Filippelli
Filzi (quartiere)prende nome da via Filzi, che ne costituisce il limite settentrionale. Popolarmente il rione è chiamato Shanghai perché quando fu costruito nel 1931 era lontano dal centro cittadino e perché poi risultò essere abbastanza affollato.
Via Fabio Filziin origine si chiamò via del Camposanto nuovo perché conduceva al Cimitero comunale de I Lupi, poi nel 1930 le fu dato il nome attuale. Indicazione del 1814: nuova strada che conduce al nuovo cimitero, nei due tronchi, che uno dalla Bastia dei signori Michon va alla casa delle Cateratte e l'altro da detta casa delle Cateratte al ponte della Cigna.
Via Finlandia
Scali Finocchiettiin origine il nome si riferì solo al tratto fra le attuali via Pollastrini e via del Porticciolo perché qui la famiglia Finocchietti aveva il proprio palazzo. Nel 1784 questo tratto fu rinominato scali del Porticciolo, mentre il tratto fra via Pollastrini e gli attuali scali del Corso si chiamò scali delle Farine. Successivamente entrambi i tratti furono posti sotto la denominazione di scali delle Farine, ma nel 1797 fu di nuovo imposto il nome di scali delle Farine a tutta la strada; infine il 25 febbraio 1887 fu ripristinato il nome di scali Finocchietti. I rappresentanti più noti di questa famiglia furono l'ambasciatore e maresciallo Giuseppe Finocchietti (1702 - 1782) , e il fratello cardinale Ranieri Finocchietti (1710 - 1793). Nel fosso antistante la strada si svolgeva l'8 settembre di ogni anno il "palio delle barchette", che fu soppresso il 7 marzo 1844.
Via Umberto Fioravantiscultore (Livorno, 1882 - 1918). La strada ha questo nome dal 1934.
Piazza del Fioresi apre nel quartiere di Ardenza, nei pressi della linea ferroviaria Livorno-Roma: sulla piazza si trova infatti la Stazione di Ardenza.
Fiorentina (località)
Via Fiorenzala strada fu realizzata nel 1846 nei campi coltivati con il nome di via della Fiorenza, poi nel 1871 ebbe il nome attuale.
Bacino Firenze
Via Firenzeparte della via Aurelia così chiamata dal 3 settembre 1938. In passato su questo stesso tracciato si trovò la strada delle Cantine e delle Fornaci. Termina presso il Rio Ugione (al confine col territorio comunale di Collesalvetti) e collega la città al paese di Stagno.
Via Fiumedal 1634 si chiamò via del Giardino, poi il 21 dicembre 1918 le fu assegnato il nome attuale. Il vecchio nome si riferiva al giardino adiacente al Palazzo Pretorio che nel 1847 esisteva ancora e si chiamava "giardino della Prefettura". Nel 1846 furono demoliti alcuni edifici militari in fondo alla strada, che risultò così unita alla darsena. In questa strada si trovavano le mura costruite dai Pisani nel 1392 e ancora oggi un rudere del vecchio Bagno penale delle galere (costruito nel 1602) affiora da un'aiuola adiacente all'attuale Palazzo della Questura. Qui si trova anche il monumento ai caduti civili della seconda guerra mondiale, realizzato nel 1966 dallo scultore Vitaliano De Angelis.
Via dei Floridiin origine parte di scali del Teatro, assunse poi il nome attuale in riferimento all'Accademia dei Floridi (detta anche "del giardinetto"), un sodalizio culturale la cui prima sede fu dal 1722 in via Strozzi ma che nel 1848 si trasferì al teatro San Marco.
Via della Fociarellastrada di Valle Benedetta, ebbe questo nome dopo il 1867. La Fociarella è una delle cinque sorgenti che in origine alimentavano l'acquedotto di Colognole, che a sua volta alimenta la città.
Via della Fonderiasi chiama così da prima del 1846, dal nome della fonderia di ferro Hoppner qui esistita.
Via Enrico Fontana
Via della Fontanellagià parte di via del Pino, nel 1951 le fu assegnato questo nome, con riferimento al torrente omonimo che attraversa.
Via Giorgio Fontanelli
Via Voltolino Fontani pittore (Livorno 1920-1976) ideatore del movimento pittorico denominato Eaismo.
Via di Fonte di Santo Stefanoprende nome dalla fonte che a sua volta fa riferimento alla vicina chiesa dedicata a questo santo e la cui esistenza è attestata già nel 1247. La fonte era alimentata da un acquedotto risalente al 1156 era una struttura connessa al vicino Porto Pisano.
Scali delle Fontineavevano questo nome da prima del 1846 ma nel 1900 scomparvero con l'interramento del fosso e la realizzazione di viale Caprera. In anni recenti però il tratto iniziale del fosso è stato riaperto ed è stato ripristinato anche il nome della strada.
Via delle Fornaciebbe questo nome dopo il 1846 con riferimento ad una località omonima situata presso Banditella. Prima del 1784 anche via del Mulino a vento si chiamò via delle Fornaci, con riferimento alle fornaci di mattoni utilizzati per costruite le mura della città.
Via del Forte dei Cavalleggeriebbe questo nome nel 1846 e univa il viale Italia a via San Jacopo. Nel 1866 fu rettificato il percorso e unita a via Carlo Mayer. Prende nome dal Forte dei Cavalleggeri costruito nel 1595 sull'attuale Terrazza Mascagni e demolito nel 1872.
Via del Forte San Pietroil nome si riferisce all'omonimo forte costruito nel 1682 in questa strada. Il primo tratto si chiamò via San Marco da prima del 1784 poi verso il 1817 assunse il nome attuale. Si chiamò anche via San Pietro da prima del 1784.
Scali della Fortezza Nuovahanno questo nome da prima del 1784 con riferimento all'attigua Fortezza Nuova, costruita nel 1590 e ridotta alle dimensioni attuali nel 1697.
Piazza della Fortezza Vecchiain origine si chiamò piazza dei Grani in riferimento alle "buche da grano", cisterne a mattoni ognuna delle quali aveva la capacità di 600 sacchi (ogni sacco equivale a 73,09 litri) che dovevano servire in caso di carestia. Poi ebbe il nome attuale in riferimento alla prospiciente fortezza costruita nelle forme attuali negli anni fra il 1525 e il 1534 inglobando i resti di una torre quadrata (oggi scomparsa), il Mastio di Matilde e la Rocca Nuova (del 1374). Il palazzo all'angolo con via San Giovanni (attualmente sede della Guardia di Finanza) fu costruito nel 1543 al posto dell'antica chiesa di Santa Maria e Giulia, esistita fino al 1525 con il suo cimitero. La chiesa era anteriore al 1160 e probabilmente ebbe il doppio titolo nel 1268. Secondo lo scrittore Aldo Del Lucchese però dall'esame di antichi documenti la chiesa potrebbe essere esistita fino agli inizi del XVII secolo. Parte della piazza, dal 16 maggio 2010, è rinominata piazza delle Fiamme Gialle, per la presenza della caserma Russo della Guardia di Finanza ospitata nel Palazzo Mediceo.
Viale Ugo Foscoloebbe questo il 15 novembre 1911, anno in cui la strada fu realizzata.
Via Fosse Ardeatineebbe questo nome nel 1966.
Via Oreste Franchinipatriota (Livorno, 1834 - 1907). Fino al 1907 si chiamò via dei Casini con riferimento ai Casini d'Ardenza, un grande complesso residenziale costruito intorno al 1841 e destinato alla villeggiatura al mare. La "Società per azioni dei casini e bagni di mare all'Ardenza", proprietaria del complesso, avanzò la richiesta di destinare alcuni locali ad un casinò ma proprio in quel periodo il governo granducale proibì il gioco d'azzardo. In conseguenza di ciò la società entrò in un giro di controversie, litigi, debiti e passaggi di mano, finché si sciolse nel 1871. La strada ebbe il nome attuale l'11 marzo 1907.
Via Francia
Via di Francofin da prima del 1784 la strada era divisa in due tratti, il primo (da via Cairoli a via Sant'Omobono) si chiamò strada Franco e in seguito via del Giardino del governatore e via degli Ebrei, mentre il secondo (da via Sant'Omobono a via del Cardinale) si chiamò via Recanati e in seguito via San Bernardo. Nel 1872 i due tratti furono unificati sotto l'attuale denominazione ma nel 1939 in seguito alle leggi razziali il nome fu cambiato in via Giorgio Pazzini, combattente fascista caduto nella guerra civile spagnola. Il 28 febbraio 1945 fu ripristinato il nome attuale. Franco e Recanati sono i nomi di due famiglie di origine ebraica che abitavano e possedevano immobili in questa strada. L'incrocio fra via di Franco, via del Tempio e via Cairoli si chiamò "quattro cantonate degli Ebrei".
Via Dino Frangioni
Via Anna Frank
Via Fraschettisi chiamò così dopo il 1846, dal nome della famiglia che qui possedeva immobili.
Via Enzo Fregosi
Via Renato Fuciniscrittore (1843 - 1922).
Via dei Fulgidila strada fu realizzata nel 1862 e prese nome dall'Accademia dei Fulgidi, un sodalizio letterario costituitosi nel 1842 e che ebbe sede in questa strada, allo scomparso Teatro Rossini. Si chiamò anche via dei Magazzini.
Via Funaioliebbe questo nome dopo il 1870, in riferimento alle fabbriche di cordami presenti all'inizio del XIX secolo sullo scomparso canale dei Lazzeretti, presso questa strada. All'epoca questa località era conosciuta come "andane dei funaioli".

## G

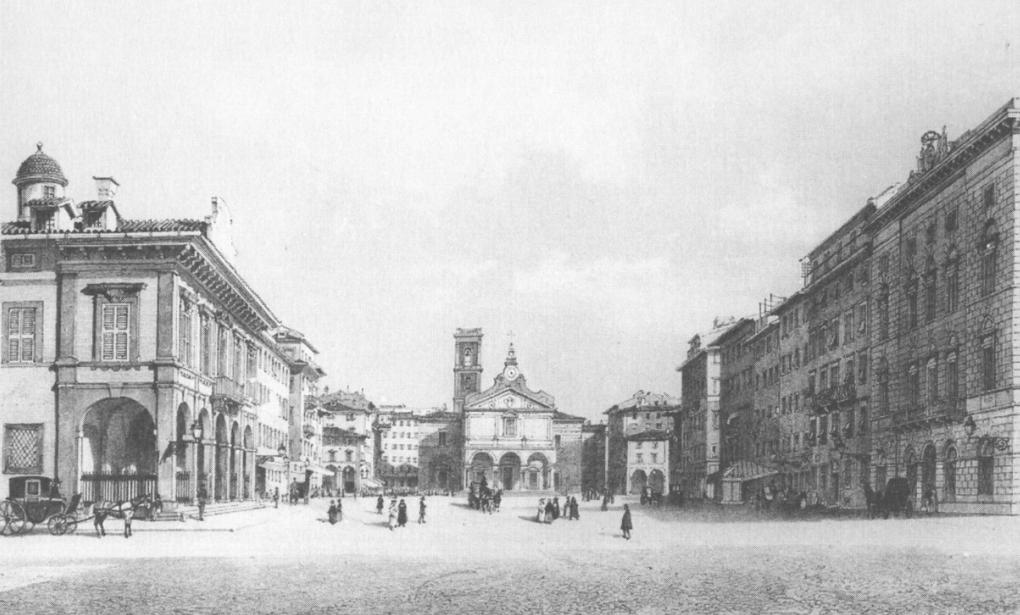
Piazza Grande

Via del Gabbianoha questo nome dal 1966.
Via delle Galereil primo tratto, da Piazza Grande a via della Madonna, si chiamava così già nel 1656 perché sboccava quasi davanti al porticciolo dei Genovesi dove ormeggiavano le galere da guerra. Il tratto da via della Madonna a via del Pantalone si chiamò via dell'Annunziata, fin da prima del 1607, e prendeva nome dalla chiesa dei Greci Uniti detta dell'Annunziata, costruita nel 1605. Si chiamò anche via del Sole (dal nome di un'osteria qui esistente da prima del 1783) e fu divisa in tre parti: via dietro i Greci, via della Frusta e via dietro il Picchetto. Nel 1845 fu collegata alla nuova piazza della Repubblica dopo aver demolito le mura medicee e nel 1872 il nome di via delle Galere fu esteso a tutta la strada attuale.
Via Galileo Galileigià via Riseccoli, dal nome del piccolo corso d'acqua che scorreva sul tracciato della strada attuale. Il nome originale, attestato in documenti dell'alto medioevo, è rivus Sulculus, cioè "piccolo solco". Il corso d'acqua fu coperto nel 1837. Nel 1925 la strada ebbe il nome attuale. In precedenza, dal 1901 al 1925 il nome di Galileo Galilei era stato assegnato all'attuale via San Francesco. Galileo fece alcuni esperimenti a Livorno nel 1617. La strada conduce dal Cisternone a via Garibaldi: qui si trovano la Pia Casa di Lavoro e il campanile della chiesa di Sant'Andrea.
Via Duccio Galimbertiha questo nome dal 1972.
Via Luigi Galvaniha questo nome dal 1954.
Via Don Italo Gambinisacerdote (1918 - 1944), organizzatore del movimento cristiano sociale. La strada ebbe questo nome nel 1958, anno in cui fu realizzata.
Via Raffaello Gambogipittore (Livorno, 1874 - 1943). La strada ha questo nome dal 1958.
Via Giovanni Gamerragenerale (1848 - 1915) combattente in Africa. Ebbe questo nome nel 1936, in precedenza si chiamò via Parenti e poi via delle Siepi. La strada fu realizzata nel 1840.
Via Monsignor Filippo Ganucciprimo vescovo di Livorno (Firenze, 1741 - Livorno, 12 febbraio 1813). Il primo nome della strada (da prima del 1660) fu via della Fortezza Nuova, poi dal 1705 via di Pescheria nuova. Dal 1872 fece parte di via dell'Angiolo, fino al 1970 quando ebbe il nome attuale. Qui esisteva l'ospedale dei Gesuiti, dove risiedevano i vescovi di Livorno dal 1807.
Garibaldi (rione)
Piazza Anita Garibaldiinizialmente chiamata solo piazzetta, poi piazza o piazzetta del Pallone (o del Giuoco del Pallone) da prima del 1784. Si chiamò anche piazza di Crocetta dal 1716, anno di costruzione della chiesa di San Ferdinando detta di Crocetta, fino al 1889 quando ebbe il nome attuale. In questa piazza vi era lo stabile (non più esistente) dove nacquero i fratelli Andrea e Jacopo Sgarallino, patrioti e garibaldini. Fino al 1889 si chiamò piazza di Crocetta per la presenza della chiesa di San Ferdinando, detta di Crocetta perché i religiosi che la amministravano portavano sull'abito una piccola croce rossa e blu.
Piazza Giuseppe Garibaldifin da prima del 1828 si chiamò piazza Rangoni, dal nome della famiglia che qui possedeva degli immobili. Nel 1882 ebbe il nome attuale e nel 1889 fu costruito il monumento a Garibaldi, opera di Augusto Rivalta. Garibaldi si trovò varie volte a Livorno, ospitato da Andrea Sgarallino, per attività politiche.
Via Giuseppe Garibaldiin origine via Maestra Pisana, poi strada Regia Postale, poi Borgo Reale da prima del 1794. Sulla strada presso l'attuale piazza Garibaldi si trovava la dogana di terra con il "pettine", un cancello che si sollevava grazie ad un contrappeso. Il tratto di strada dal "pettine" alla Porta a Pisa si chiamò strada regia postale dell'Avanzata, dove "Avanzata" era il nome del corpo di guardia al "pettine". Indicazioni antiche: Via vecchia di Porto Pisano, oggi la via che da S. Stefano va alla Torretta e Livorno (1686); Strada maestra pisana veniente a Livorno dal punto in cui termina l'antica via di Porto Pisano, sotto i Lupi, sino alla Porta a Pisa (Metà XVIII secolo); Nuova strada da costruirsi dalla chiesa di San Pietro in grado fino al Ponte Arcione, per la macchia di Pisa (1776); Nuova strada regia da Ponte Arcione a Livorno (1780); Tronco di strada regia pisana, cioè che dalla strada regia pisana (Gigante) conduce alla Bastia (1798); Strada pisana dal ponte dei Riseccoli fino alla metà del Ponte Arcione (1803).
Via Fortunato Garzelli
Via Rosa Gattornobeata (1831 - 1900).
Piazza Gavigià piazza dei Cappuccini fino al 9 gennaio 1872 quando ebbe il nome attuale, in ricordo di Girolamo Gavi (1775 - 1869), vescovo di Livorno.
Via del Gazometroprende nome dall'impianto qui costruito nel 1844.
Via Gazzarrinisi chiamò da prima del 1828 Via del Glori, poi verso il 1846 via Duclou, dal nome di una famiglia che possedeva qui un edificio, e intorno al 1870 via San Benedetto. Verso il 1896 ebbe il nome attuale in ricordo del pittore Tommaso Gazzarrini (Livorno, 1790 - 1853). Si chiamò anche via dello Spalto.
Piazza Ero Gellipartigiano ucciso nel 1944. Da prima del 1840 si chiamò piazza della Dogana, ma dal 1923 al 1943 cambiò nome in piazza Dino Leoni, nome di uno squadrista fascista (1895 - 19 febbraio 1921) che partecipò alla spedizione di Cecina. Era accaduto che l'amministrazione di sinistra di Cecina aveva fatto togliere dal Municipio la lapide che riportava il bollettino della vittoria della prima guerra mondiale e un gruppo di fascisti (tra i quali lo stesso Leoni) aveva provveduto a rimetterla. Tolta una seconda volta, i fascisti accorsero in maggior numero da Pisa e da Livorno ricollocando la lapide al suo posto; ne seguì una sparatoria con i comunisti locali e Leoni fu ferito mortalmente. I dirigenti del partito socialista locale e lo stesso sindaco di Cecina avvocato Ambrogi furono arrestati il giorno dopo dalle autorità con l'accusa di tentato omicidio. Nel 1943 fu ripristinato il nome di piazza della Dogana e nel 1946 ebbe il nome attuale.
Via del Gelsominoebbe questo nome nel 1958.
Via Luigi Gemignanimilitante antifascista (Livorno, 1884 - 1922). La strada ha questo nome dal 1958, anno in cui fu realizzata.
Viale Genovaebbe questo nome il 26 febbraio 1936.
Via Georgia
Via dei Geraniebbe questo nome nel 1970.
Via Germania
Via Gherardi del Testala strada fu realizzata nel 1857 quando fu rettificato il tracciato del Fosso Reale ma non ebbe alcun nome fino al 16 maggio 1900 quando fu dedicata al commediografo Tommaso Gherardi del Testa (Terricciola, 1814 - Pistoia, 1888). Anche un teatro fu intitolato nel 1852 a Gherardi del Testa, costruito nel 1818 e inizialmente chiamato Teatro del Giardinetto, perché fu costruito al posto di un piccolo giardino. Si trovava all'angolo fra via Carraia e via Strozzi e fu demolito nel 1931.
Via Lanciotto Gherardipartigiano caduto nel 1944. La strada ha questo nome dal 1949.
Via delle Ghiandaie
Via Oscar Ghigliapittore macchiaiolo (Livorno, 1876 - Firenze, 1946), allievo di Giovanni Fattori. La strada ebbe questo nome nel 1957, anno in cui fu realizzata.
Via Arcangelo Ghisleri
Via Nelusco Giachini
Via Giovanni Battista Giacomellimedico e scrittore (1814 - 1875). La strada ebbe questo nome il 1º febbraio 1930.
Via del Giaggioloebbe questo nome nel 1958.
Via Vittorio Giambruni
Il Giardinoantico toponimo scomparso risalente al XVII secolo quando fu permessa la costruzione del cimitero degli Olandesi circondato da un muro con due aperture. Il luogo era talmente curato e pulito e ricco di piante fiorite che ebbe tale nome e fu amminato anche da personaggi illustri di passaggio a Livorno. Si trovava lungo l'attuale Via Garibaldi sul lato posteriore  dell'Istituto Tecnico, adiacente alla palazzina che ospitò Napoleone nella sua prima occupazione della città.
Largo Giganteall'incrocio tra via Garibaldi e via Palestro, che ha preso il nome da un'antica osteria così denominata dalla sua insegna.
Via Fratelli Giglimilitanti comunisti (Pietro nato nel 1886 e Pilade nato nel 1892), uccisi nel 1922. La strada ha questo nome dal 1958, anno in cui fu realizzata.
Via del Giglioda prima del 1784 la parte vicina a via Grande si chiamò via della Fontanella, per la presenza di una fonte. Prende nome dall'osteria del Giglio, presente in questa strada nel 1739.
Via dei Ginepriha questo nome dal 1966.
Via della Ginestraebbe questo nome il 21 aprile 1954, fino ad allora fece parte di via della Giuncaiola.
Via Ginorisi chiama così dal 1843 in onore della famiglia Ginori il cui più noto rappresentante fu Carlo Maria Ginori (morto nel 1757), governatore di Livorno che nel 1740 introdusse per primo in Toscana la lavorazione della porcellana. Prima del 1843 erano stati dedicati ai Ginori gli attuali scali degli Isolotti.
Via Vincenzo Giobertiha questo nome dal 1962.
Via Giovanni Giolittiha questo nome dal 1953. Anche l'attuale via Trieste si chiamò in precedenza via Goilitti, dal 1912 al 1918.
Via Giotto
Via Giovannettidopo il 1846 fu dedicata ad Andrea Giovannetti, sindaco di Livorno dal 1877 al 1879. In precedenza si chiamò via dell'Arena perché qui fino al 1847 si trovò il teatro all'aperto Arena Labronica.
Via Giovanni XXIIIha questo nome dal 1964.
Piazza Giovine Italiail primo nome che ebbe fu piazza d'Arme di Porta ai Cappuccini, poi piazza dei Cappuccini, poi dopo il 1844 piazza del Ponte nuovo (con riferimento al ponte costruito da Pasquale Poccianti nel 1844, distrutto nel 1943 e ricostruito nel 1949) e nel 1866 piazza Alfredo Cappellini. Nel 1927 ebbe il nome attuale.
Via Giulianafin dal 1825 si chiamò via Giulia ed era un vicolo con accesso da Borgo Cappuccini che terminava contro il muro di cinta della proprietà del capitano Giustiera. Intorno al 1828 si chiamò via Ginesi, insieme all'attuale via dei Carrozzieri, dal nome della famiglia che possedeva i terreni sui quali fu realizzata la strada. Nel 1841 si chiamò via Niccolai Gamba e infine nel 1872 ebbe il nome attuale.
Via della Giuncaiolaprende nome dal torrente che scorre lungo la strada e che ora è coperto. La strada ha questo nome da prima del 1840 e fino al 1954 comprese anche l'attuale via della Ginestra.
Via Giuseppe Giustipoeta (Monsummano, 1809 - Firenze, 1850). La strada ebbe il nome attuale nel 1948, in precedenza si chiamò via del Conforto fin dal 1847 e il nome si riferiva all'adiacente chiesa di Santa Maria del Soccorso.
Via del Glicineha questo nome dal 1966.
Via Piero Gobettiha questo nome dal 1953, anno in cui fu realizzata.
Via Goitoil 22 luglio 1889 fu assegnato questo nome alla parte della vecchia via dei Pensieri che era rimasta dentro la cinta muraria del 1888.
Via Carlo Goldoniesiste da prima del 1846 e prende nome dal teatro qui presente, costruito negli anni 1843-1847 e chiamato inizialmente Teatro Leopoldo e poi dedicato nel 1859 a Carlo Goldoni.
Calata Gondar
Via dell Gore
Via della Gorgonaebbe questo nome il 2 maggio 1911.
Via Don Renzo Goripatriota (1919 - 1944). La strada ebbe questo nome il 21 luglio 1958, anno in cui fu realizzata.
Via Lorenzo Goriscultore (Livorno, 1842 - 1923), autore del monumento a Francesco Domenico Guerrazzi. La strada ebbe questo nome nel 1951.
Via Pietro Gorida prima del 1841 si chiamò vicolo della Lepre perché attraversava la proprietà di Francesco Lepri, poi nel 1947 ebbe il nome attuale. La strada vera e propria fu realizzata nel 1857 sul tracciato del vicolo.
Via del Governatorestrada di Montenero che fu realizzata verso il 1769 insieme alla villa che apparteneva al governatore di Livorno e che dette il nome alla strada.
Via dei Gowerha questo nome dal 12 gennaio 1935, dal nome della villa qui situata appartenente alla famiglia Gower, di origine inglese (esiste una Gower street a Londra).
Via Guido Gozzanoebbe questo nome nel 1972.
Via Giuseppe Gozzer
Via Arturo Grafpoeta (1848 - 1913). La strada ebbe questo nome nel 1972.
Via Antonio Gramsciebbe questo nome nel 1947. In precedenza si chiamò via di Salviano (fin da epoca antica), poi via della Porta di San Leopoldo o via della Porta Leopolda (dal 1838) e poi via della Porta alle Colline (dal 1846, dal nome della porta che fu costruita nel 1838 allo sbocco di questa strada in piazza Damiano Chiesa, e demolita nel 1930). Per alcuni anni dopo il 1859 si chiamò via a Salviano.
Piazza Grandefu realizzata nel 1577 con la costruzione della nuova città medicea e in origine si estendeva dal Duomo al Municipio. In precedenza da qui passavano antiche vie (indicazione del 1535: la strada che va dalla porta della Terra fino alla fonte e quella che va da detta porta a Santa Giulia). Fin dal 1594 si chiamò piazza d'Arme, perché vi si tenevano le esercitazioni militari e comprese anche le due piccole piazze della Dogana e della Comunità (che fino al 1946 si chiamarono piazza Anna di Francia, in onore della moglie di Amedeo d'Aosta, e piazza Maria del Belgio) e fino al 1930 comprese anche il largo Duomo. Durante l'occupazione francese, dal 1808 al 1813, si chiamò piazza Napoleone e nel 1878 piazza Vittorio Emanuele, ma fu sempre chiamata popolarmente piazza Grande. Con l'abolizione della monarchia, il 10 giugno 1946 la piazza assunse il nome attuale e fu ristretta alle dimensioni attuali con la costruzione nel 1952 del Palazzo Grande, al centro della piazza, dove in precedenza e fin dal 1892 era situato il monumento equestre a Vittorio Emanuele II, opera di Augusto Rivalta e oggi in piazza Unità d'Italia. Presso il portico della Gran Guardia si trovavano le "fontine di piazza d'arme", quattro piccoli getti detti anche "fonti dei barili". Agli angoli centrali della piazza furono realizzati da Alessandro Pieroni quattro portici, dei quali due si chiamarono sempre portico della Gran Guardia (quello di sud-est, con riferimento al corpo di guardia stanziato nell'edificio militare qui situato; anche l'angolo stesso della piazza si chiamò Gran Guardia, fin da prima del 1600) e portico del Diacciaio (quello di sud-ovest, con riferimento al commercio del ghiaccio che si faceva sotto di essa; anche la locanda che si trovava sotto il portico e l'angolo stesso della piazza si chiamarono Diacciaio), mentre gli altri due ebbero vari nomi: uno si chiamò portico della Fonte o del Mèngoli o degli Sproni (quello di nord-est, è l'unico sopravvissuto alle distruzioni della seconda guerra mondiale e oggi si chiama portico del Pieroni; gli Sproni erano la famiglia a cui apparteneva l'immobile), l'altro portico del Cacialli o dello Strambi (quello di nord-ovest). Sotto il portico del Diacciaio si tenne da prima del 1656 la Tromba, cioè l'asta pubblica dove si vendevano anche le prede di guerra. I proventi andavano per un terzo dell'un per cento alla Comunità, i due addetti erano dipendenti comunitativi ed erano chiamati trombi o trombetti.
Via Grandefu realizzata nel 1577 con la costruzione della nuova città medicea e fu chiamata popolarmente via Grande della Colonnella nel tratto verso mare e via Grande della Porta a Pisa nel tratto verso terra. Ufficialmente si chiamò via Ferdinanda in onore del fondatore della nuova Livorno, il granduca Ferdinando I de' Medici, dal 1594 al 1860, tranne la parentesi del Regno d'Etruria, dal 1808 al 1813, durante il quale si chiamò via Napoleone. Nel 1860 fu rinominata via Vittorio Emanuele, in onore del primo re d'Italia fino al 1946 quando tornò a chiamarsi col nome popolare di via Grande. In via Grande, all'angolo con piazza Colonnella, si trovava il palazzo Balbiani, costruito nel 1600 dal gonfaloniere e provveditore Sebastiano Balbiani, sulla cui facciata si trovavano dentro nicchie i busti dei granduchi della famiglia dei Medici, realizzati dagli scultori Fancelli. Il palazzo andò distrutto durante un bombardamento aereo nel 1944 ma i busti furono recuperati e portati a Villa Fabbricotti. Prima della realizzazione della strada passarono di qui due strade che partendo dalla Porta di Terra (nei pressi dell'attuale Camera di Commercio) andavano l'una all'antica chiesa di Santa Giulia (di fronte all'attuale via Santa Barbara) e ad una fonte nei pressi della successiva Porta a Pisa. La strada fu unita all'attuale piazza della Repubblica nel 1844 con la costruzione del Voltone e nel 1846 fu anche prolungata fino al mare.
Via Achille Grandisindacalista (Como, 1883 - Desio, 1946), ebbe questo nome il 2 febbraio 1957, anno in cui fu realizzata.
Via Gino Grazianiimprenditore (Livorno 1893 - 1976) e presidente della Camera di Commercio di Livorno dal 1945 al 1958, promosse e portò a compimento la maggior parte della rinascita commerciale, portuale e operativa della città e della provincia, ivi compreso il rimboschimento dell'Elba, dopo le distruzioni della seconda guerra mondiale. Osservatore aereo pluridecorato della Prima Guerra mondiale con 2 medaglie d'argento e 1 croce di guerra.
Via delle Graziela strada fu realizzata verso il 1847 e il nome fa riferimento alla vicina chiesa del Soccorso. Nel 1863 la strada fu estesa fino alla via delle Ville (attuale via Borsi) e nel 1864 fino a via Calzabigi.
Via Grecale
Via Grecia
Gronda dei Lupiil pendio che degrada verso nord dal Cimitero comunale dei Lupi verso la via Aurelia; era l'antica riva del Porto Pisano e poi divenuto il limite della zona palustre nel corso del basso Medioevo.
Via Grotta delle Fateil nome si riferisce ad una grotta che si trovava ad Ardenza Terra, a pochi metri dall'ex passaggio a livello di via San Martino. Nella grotta furono ritrovati oggetti preistorici, ma poi nel 1854 fu demolita in gran parte a causa dell'estrazione di pietra per la costruzione del Molo Nuovo.
Via Guadalajara
Via Giovanni Guarduccipatriota (1813 - 1863), difensore di Livorno durante l'assedio del 1849 da parte degli austriaci. La strada ebbe questo nome nel 1953, anno in cui fu realizzata. Dal 1911 al 1953 era stata dedicata a Guarducci una strada ora scomparsa che collegava via Andrea De' Pazzi a via della Cinta esterna.
Via Giovanni Battista Guariniscrittore (Ferrara, 1538 - Venezia, 1612). La strada ha questo nome dal 1970.
Via Aramis Guelfipartigiano (Livorno 1905-Bari 1977)
Piazza Guerrazzisi chiamò in origine piazzetta di Porta a Pisa, poi piazza di Santa Barbara, piazza dello Spedale (in riferimento all'ospedale militare di Santa Barbara) e piazza del Picchetto dal 1866 fino al 1873 quando ebbe il nome attuale. Nella piazza si trovano la statua di Francesco Domenico Guerrazzi realizzata da Lorenzo Gori e collocata qui nel 1885 e il Palazzo del Picchetto, costruito nel 1705. Qui si trovò anche la prima fonte alimentata dall'acquedotto mediceo costruito nel 1605 (indicazione dell'epoca: il condotto traversa il fosso reale, passa sotto la muraglia castellana e arriva alla casa del fontaniere che resta accanto al corpo di guardia della porta a Pisa). La Porta a Pisa fu costruita nel 1597 circa e demolita nel 1838. In questa piazza, lato via Cavalieri si trovò l'ospedale militare di Santa Barbara, costruito nel 1663.
Via Temistocle Guerrazziscultore (Livorno, 1806 - 1884), autore del busto alla scrittrice Angelica Palli, dei bassorilievi del monumento a Ferdinando III in piazza della Repubblica e della statua dell'Esule nella Pia Casa di Lavoro (già casa di riposo Giovanni Pascoli). La strada ebbe questo nome nel 1957.
Gugliala zona situata presso la Barriera Fiorentina, ove è presente un obelisco.
Vicolo delle Guglieebbe questo nome dopo il 1870, in precedenza si chiamò vicolo del Mainardi dal nome della famiglia che vi abitava. Il nome attuale si riferisce alle guglie che poste a circa 800 metri di distanza dalle mura indicavano lo spazio entro il quale non si poteva edificare e al tempo stesso la portata dei cannoni piazzati sulle mura. Il divieto di edificazione fu abrogato nel 1776. Anche la strada delle Spianate (attuali corso Mazzini e corso Amedeo) si chiamò talvolta strada delle Guglie (vecchia indicazione: strada delle Spianate o sia la strada che fa il giro di tutte le guglie).

## H
Via Haiphongcittà portuale vietnamita gemellata con Livorno.

## I

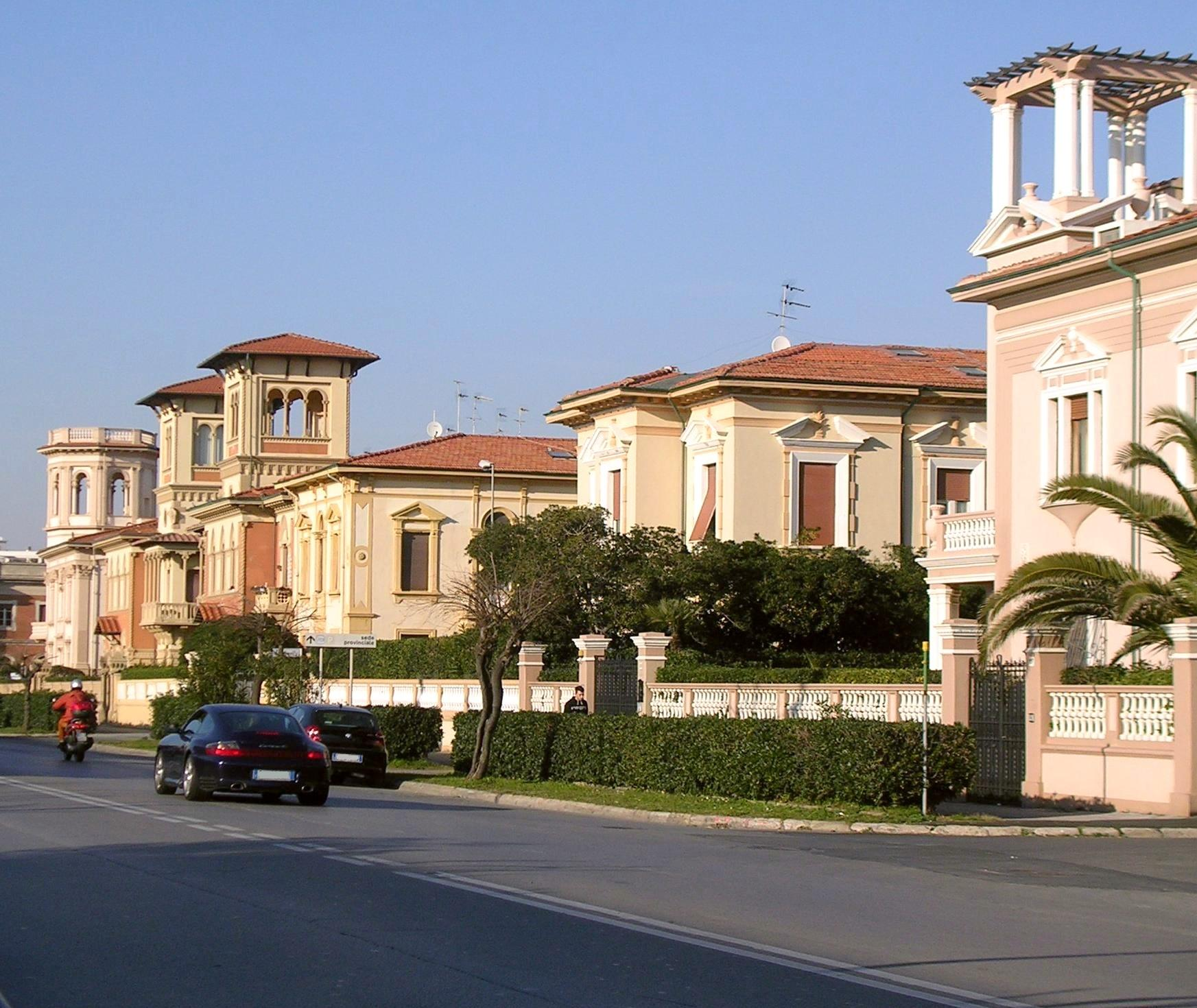
Viale Italia

Via dell'Indipendenzain origine parte della strada regia degli Spalti, si chiamò poi via Santi Pietro e Paolo e nel 1866 ebbe il nome attuale.
Via dell'Industriarealizzata e così chiamata dopo il 1870.
Canale Industriale
Porto Industriale
Via Inghilterra
Darsena Ammiraglio Inghirami
Via Carolina Internariattrice drammatica (1792 - 1859) attiva nella prima metà del XIX secolo. La strada ebbe questo nome nel 1930, anno in cui fu realizzata.
Via Irlanda
Scali degli Isolottifino al 1843 si chiamarono scali Ginori, in onore della famiglia di Carlo Maria Ginori. Con "isolotti" si indicavano case isolate. Il tratto fra scali Finocchietti e via Borra si chiamò via dell'Isolotto primo (nome anteriore al 1823), il tratto fra via Borra e via della Venezia si chiamò via dell'Isolotto secondo (nome anteriore al 1828).
Viale Italiain origine via del Littorale, in seguito (ma fin da prima del 1722) il primo tratto si chiamò Strada dei Cavalleggeri e iniziava dall'attuale Corso Mazzini (allora via delle Spianate) fino alla spianata dei Cavalleggeri (nell'attuale Terrazza Mascagni). Intorno al 1630 era semplicemente chiamata "strada della marina". Nel XVIII secolo la strada dei Cavalleggeri era una delle 5 strade maestre (insieme a quelle di Montenero, di Collina, dei Condotti e Pisana), seguite per importanza dalle strade di Salviano, del Rio Maggiore, dell'Origine e della Bastia. Nel 1743 la strada dei Cavalleggeri fu estesa fino alla torre del Romito e al torrente Chioma. In seguito (da prima del 1846) si chiamò pubblico passeggio dell'Ardenza o viale del Passeggio dell'Ardenza, corredato da siepi ed alberi con sedili in pietra, per iniziativa del gonfaloniere della città Luigi Fabbri; poi il 25 maggio 1888 la strada fu chiamata viale Regina Margherita e infine ebbe il nome attuale il 10 giugno 1946. Nel 1837 fu realizzato il tratto fra via Sant'Agostino e piazza San Jacopo riempiendo un'insenatura di mare. Lungo questo viale si trova l'Accademia Navale realizzata sui due vecchi lazzeretti di San Jacopo (costruito nel 1648) e di San Leopoldo (costruito nel 1773). L'ultimo tratto del viale fino alla Rotonda si chiamò via del Parterre.

## J
Via Vasco Natale Jacoponipartigiano (Livorno, 24 dicembre 1901 - 7 aprile 1963), deputato dal 1948 al 1963 (cfr. Natale Vasco Jacoponi / Deputati /  Camera dei deputati - Portale storico).
Via Alfredo Jeriscrittore e traduttore (Livorno, 17 ottobre 1896 - Milano, 1962) (cfr. Ricerca base   Archiviato l'11 ottobre 2007 in Internet Archive.).

## K
Via Margherita Kaiser Parodiinfermiera della Croce Rossa caduta nella prima guerra mondiale. La strada ebbe questo nome il 22 novembre 1930, anno in cui fu realizzata.
Via Martin Luther Kingdal 17 aprile 1962 (anno in cui fu realizzata) fino agli anni settanta si chiamò via Benedetto Croce.
Via Luigi Kossutheroe nazionale ungherese (Manok, 1802 - Torino, 1894). La strada ebbe questo nome nel 1958, anno in cui fu realizzata.
Via Jerzy Sas Kulczyckiufficiale della Regia Marina (Roma, 24 dicembre 1905 - Fossoli, 12 luglio 1944) fucilato dai nazisti e medaglia d'oro al valor militare alla memoria.